# Majewo (Milejewo)
Das Dorf Majewo (deutsch Maibaum) ist eine Ortschaft in der Landgemeinde Milejewo (Trunz) in der Woiwodschaft Ermland-Masuren im nördlichen Polen nahe der Ostseeküste.

## Geographie
Majewo liegt in einem einen Kilometer langen Tal, etwa 14 Kilometer von Elbing in nordöstlicher Richtung in der Elbinger Höhe, nahe der früheren Provinzgrenze Westpreußen/Ostpreußen. Durch das Dorf fließt der Bach Steinau, welcher in die Bludau mündet.
Nachbarorte Majewos sind im Uhrzeigersinn (deutsche Namen in Klammer), beginnend mit Milejewo in westlicher Richtung:
Milejewo (Trunz)
- Ogrodniki (Baumgart)
- Zajączkowo (Haselau)
- Rychnowy (Rückenau)
- (Alt Münsterberg)
- (Schönberg)
- Kamiennik Wielki (Groß-Stoboi)

## Geschichte
Das Dorf wurde um das Jahr 1305 von Deutschordenskomtur Heinrich von Gera gegründet. Der Lokator Johann Klemme ließ sich hier mit Siedlern aus dem niederdeutschen Raum (mittlere Elbe, Altmark) nieder und wurde der erste Dorfschulze.
Mitte des 15. Jahrhunderts ging die Herrschaft des Deutschen Ordens (Schlacht bei Tannenberg) zu Ende und in den darauffolgenden Wirren wurde Maibaum oft in Mitleidenschaft gezogen. Beispielsweise während der schwedisch-polnischen Kriege, dem Nordischen Krieg und dem Siebenjährigen Krieg. Nach dem Zweiten Frieden von Thorn 1466 kam das Gebiet um Elbing zu Polen. Nächste Verwaltungsebene war während der Zeit unter der polnischen Krone die Starostei Tolkemit. Um das Jahr 1619 gehörte Maibaum innerhalb Polens zur Woiwodschaft Malborskie (Marienburg). Da das Dorf oft an die Stadt Elbing verpfändet war und die evangelische Kirche Neu-Münsterberg (begründet 1599) in unmittelbarer Nähe lag, fühlten sich die Bewohner Maibaums mehr zum Protestantismus hingezogen. In späterer Zeit gingen die Maibaumer in die evangelische Kirche in Trunz.
Bei der ersten polnischen Teilung 1772 wurde das Gebiet wieder preußisch und so wurde aus der Starostei Tolkemit das Königlich Preußische Domänenamt Tolkemit innerhalb der Provinz Westpreußen des Königreichs Preußen. Das Tolkemiter Gebiet wiederum gehörte zum Marienburgischen Kreis der Kriegs- und Domainenkammer zu Marienwerder.
Ab dem 1. Juli 1818 gehörte Maibaum dann dem neugebildeten Landkreis Elbing im Regierungsbezirk Danzig an.
Durch den Aufenthalt der französischen Truppen unter Napoleon im Vierten Koalitionskrieg und dessen Russlandfeldzug war die Bevölkerung Plünderungen und Repressalien ausgesetzt und litt infolgedessen Hunger. Von den Franzosen wurden auch Typhus, Ruhr und Pest mitgebracht.
1807 wurde in Preußen die Leibeigenschaft der Bauern abgeschafft. Im Jahr 1861 fand die Separation statt. Anstelle einer gemeinschaftlichen Bewirtschaftung der gesamten Gemarkung trat die Privatwirtschaft. Jeder Bauer erhielt einen Teil der Agrarfläche zu eigen und wirtschaftete eigenverantwortlich. Am 10. September 1892 weilten Kaiser Wilhelm II. und seine Frau Kaiserin Auguste Viktoria am nahe gelegenen „Quitschberg“ bei einer Truppenübung. Am 12. Juli 1906 vernichtet ein Brand 9 Gehöfte. An einer Diphtherie-Epidemie starben 1912 12 Kinder.
Im Ersten Weltkrieg ließen 33 Einwohner ihr Leben auf den Schlachtfeldern. Ein Kriegerdenkmal mit den Namen der Gefallenen wurde 1921 eingeweiht. 1921 wurde der „Turn- und Sportverein Maibaum“ gegründet. 1933 wurde er aufgelöst.
Im Zweiten Weltkrieg fielen insgesamt 59 Dorfbewohner. Um den 26./27. Januar 1945 drangen erste sowjetische Truppen von Nordwesten her in das Dorf ein. Zwölf ältere Menschen wurden erschossen. Weil der inzwischen eingeebnete Friedhof der Nachbargemeinde Trunz keinen Platz mehr für die Toten hatte, wurden diese im Wald südlich des Dorfes beigesetzt. Die deutsche Bevölkerung wurde bis 1946 vertrieben. Unter polnischer Verwaltung erhielt das Dorf seinen heutigen Namen Majewo. Die Einwohnerzahl heute beträgt 280.

## Ortsname
um 1400 – Meyenbom, 1434–1450 – Meybom, 1789 – Meybaum, 20. Jahrhundert – Maibaum, seit 1945/46 – Majewo

## Bevölkerungsentwicklung
In einer Familienliste aus dem Jahre 1772 sind 355 Personen verzeichnet. Im Jahr 1848 sind bereits 615 Einwohner verzeichnet. Am 1. Dezember 1885 waren es 704 und genau 25 Jahre später 645 Einwohner. Im Jahr 1925 sind 671 Einwohner verzeichnet. Im Jahr 1930 wurden 606 Einwohner gezählt. Heute leben 280 Menschen in Majewo, eine andere Quelle gibt 671 Einwohner an.

## Schulwesen
Die erste Schule war die Königliche Gnadenschule und wurde 1789 eingerichtet. Der erste Lehrer hieß Christlieb Block. Bevor 1787 das Schulgebäude errichtet war, war sie eine Wanderschule, welche abwechselnd auf verschiedenen Höfen des Dorfes abgehalten wurde.